# 永久の変
永久の変（えいきゅうのへん）とは、永久元年（1113年）に発生したとされる鳥羽天皇暗殺未遂事件。下手人とされた童子・千手丸の名前より、千手丸事件（せんじゅまるじけん）とも呼ばれる。

## 概要
永久元年9月1日（1113年10月12日）に鳥羽天皇が病気になり、祖父である白河法皇の命令で各地の寺社で祈祷を行わせ、非常赦などの措置を執り行った。
10月3日（『殿暦』、『百錬抄』では4日）に白河法皇の3女で鳥羽天皇の准母である令子内親王の御所に落書が投げ込まれた。そこには「主上を犯し奉らんと構ふる人あり」と書かれ、続いて醍醐寺座主勝覚に仕える千手丸という稚児（童子）が鳥羽天皇の暗殺の準備をしているとの密告が書かれていた。驚いた内親王は父・法皇に落書を見せた。白河法皇は直ちに検非違使を派遣して千手丸を捕縛して厳しい尋問を行った。千手丸は自分に天皇暗殺を命じたのは勝覚の実兄で法皇の異母弟・三宮（輔仁親王）の護持僧を務めていた仁寛（三宝院阿闍梨）であったこと、仁寛が9月の天皇の病気の際に天皇の崩御とそれに伴う輔仁親王への皇位継承を期待して呪詛を行ったものの、一向にその気配を見せないために千手丸に命じて天皇の暗殺を謀ろうとした、と供述した。そのため、6日には仁寛が検非違使に捕縛されて訊問を受けた。仁寛は無実を主張した。
白河法皇は摂政藤原忠実をはじめ、源雅実・藤原宗忠・藤原為房ら有力公卿を集めて審議したが、左大臣源俊房とその子供達は招集されなかった。実は仁寛・勝覚兄弟は源俊房の息子であったためである。検非違使による仁寛や関係者に対する訊問や公卿による事件への対応は数日にわたって続けられた。10月22日、千手丸は佐渡国、仁寛は伊豆国に流罪とする判決が下された。一方で実父である源俊房や勝覚らは、暗殺計画とは無関係であり罰するべきではないとする藤原為房の進言によって連座を免れた（『百錬抄』）。だが、俊房は政治的権力を失って失脚し、子供達とともに謹慎を余儀なくされ（翌永久2年11月8日に法皇の命令によって俊房は出仕を再開する）、輔仁親王は自身の無実の訴えの意味も含めて、自邸に閉門・蟄居した。

## 背景
この事件の背景には複雑なものがあり、それがこの事件に対する異なる解釈を生む原因となっている。すなわち、「白河法皇が自己の子孫による皇位継承の安定化のために対立候補であった異母弟・輔仁親王とその後ろ盾である村上源氏を排除しようとしたでっちあげ」とする見方と「白河法皇が父である後三条上皇の遺詔に反して弟の輔仁親王に皇位を譲らずに実子の堀河天皇（次いでその皇子である鳥羽天皇）に継承させたことによる後三条上皇－輔仁親王派の反発から引き起こされた事件」とする見方に分かれている。
後三条・白河両天皇は摂関家勢力を抑えて政治の主導権を天皇に取り戻すことに尽くし、非摂関家の藤原氏諸流や非藤原氏の公卿を取り立てるなどの人事の刷新を図った。右大臣源師房を祖とする村上源氏が急速な台頭はこの時期に発生している（ただし、後述のように村上源氏の台頭は直ちに摂関家の掣肘を目的にしたものとは言えない）。更に白河天皇は退位後に院政を行ったことは良く知られている。だが、朝廷の内情は複雑で、更に皇位継承問題がその動きに一層の拍車をかけた。
後三条天皇は白河天皇に譲位後にその異母弟である実仁親王を皇太弟に立てさせた。その後、後三条上皇の病が重くなると、実仁親王の次の天皇には1人の弟である輔仁親王(摂関家に冷遇された三条源氏の系譜)を擁立するように遺詔して崩御した。ところが、白河天皇はこうした父のやり方に反発をした。白河天皇は自己の子孫、特に源師房の次男・顕房の実娘で摂政藤原師実の養女として入内した藤原賢子の所生の皇子に皇位を継がせることを望んでいたからである。
応徳元年（1084年）に中宮となっていた賢子は善仁親王を遺して病死し、その翌年には皇太弟である実仁親王も病死した。応徳3年11月26日（1087年1月5日）、白河天皇は突如輔仁親王を無視して善仁親王を皇太子に立ててその日のうちに譲位して（堀河天皇）院政を開始した。これに対して、輔仁親王に近かった藤原基長や小野宮流などは反発、更に村上源氏の中でも師房の長男・俊房及び4男・師忠の系統もこれに加わった。輔仁親王の妃は師忠の娘であり、師忠のもう1人の娘は従兄弟にあたる俊房の子・師時に嫁いでいたからである。その後、藤原基長の失脚、小野宮流の衰退などがあり、輔仁親王を村上源氏が擁して白河上皇や摂関家が擁する堀河天皇の対立する構造となった。
もっとも、村上源氏の中でも堀河天皇の実の外祖父にあたる師房の次男・顕房の系統は堀河天皇の支援者であり、皇位継承に関しては兄弟である俊房・師忠の系統と異なる意見を有していたが、これによって村上源氏が分裂することはなく永久の変前後を通じて一族の一体性を保っていた。更に村上源氏の祖である師房は摂政・関白を務めた藤原頼通の妹婿でその養子となっており、以後も何代にもわたって摂関家と婚姻関係を結んで共存共栄を図っており、村上源氏は摂関政治の批判者でも院政の支持者でもなかった。更に白河上皇（出家して法皇）も院政によって政務を主導して摂関家の勢力を抑えたものの、藤原師通没後の摂関家の内紛による崩壊の危機に際しては師通の子・忠実の摂関家継承とその庇護に尽力しており摂関家嫡流の存続に努めている。このように、白河法皇・摂関家・村上源氏は個々の場面では対立することはあっても各者の協調によって政務が運営されていた。それは、嘉承2年（1107年）に堀河天皇急逝に伴う皇子である鳥羽天皇の即位後も大きな変化はなく、白河法皇の院政や輔仁親王への皇位継承を巡る不満があったとしても、「天皇暗殺」に至る程の政治的緊張の発生する事態には至っておらず、事件はまさに突発的であったと言える。

## 影響
この事件によって、輔仁親王は白河法皇に警戒され、元永2年（1119年）憂悶のうちに薨去したとされているが、その一方で白河法皇は輔仁親王の子である有仁王（母は源師忠の娘）を自己の猶子として遇し、鳥羽天皇の皇子誕生後の元永2年に有仁が臣籍降下した直後に公卿に列せさせて以後もこれを庇護するなど、硬軟両面の対応をしている。また、村上源氏、特に本来嫡流と考えられていた俊房の系統が没落して弟の顕房の系統が嫡流とされ、顕房の子・雅実を祖と仰ぐ久我家をはじめとする多くの堂上家を輩出するなどの影響があったとされているが、俊房系の没落の原因としてはその長男である師頼がこの事件以前より隠遁の態度を示して長く不出仕の状態にあったことが俊房流全体に対しても影響を与えているとも考えられる。更に村上源氏について言えば、永久の変よりも鳥羽天皇の時代に外戚関係が希薄化したことの方が深刻な影響を与えたとする指摘もある。
このため、この事件は仮に仁寛が計画していたとしてもそれは個人的な計画もしくはそれに近いものであったこと、また仁寛以外の何らかの政治的陰謀が絡んでいたとしても結果論としては鳥羽天皇の1代についての皇位が安定する以上のものはもたらさなかったと考えられている。以後も、白河法皇の院政を中心としつつ、摂関家以下の藤原氏や村上源氏などによって朝廷を構成する体制は継続され、天皇暗殺未遂計画という事件の重大性にもかかわらず、現実の朝廷内に大きな権力変動を及ぼすようなこともなかったと考えられている。